# Selekce (kniha)
Selekce je román pro mladistvé z roku 2012. Napsala jej americká autorka Kiera Cassová. První kniha byla publikována 24. dubna 2014 prostřednictvím nakladatelství Harper Collins Publishers LLC a byl také jednou z možností pro potenciální seriál skrz CW, ale nebyl vybrán. Na Selekci navazuje z roku 2013 kniha Elita, druhá v sérii, následuje třetí kniha, První. Čtvrtá kniha byla vydána na 5. května v roce 2015 (anglická verze), The Heir, u nás přeložena jako Dcera. Jako poslední díl byla vydána pátá kniha Crown, u nás jako Koruna. V Anglii dále vyšla i novela The Prince vyprávěna z pohledu prince Maxona, spolu s ní vyšla i novela z pohledu Aspena - The Guard. Společně s dalšími dvěma novelami, The Queen a The Favourite, a příběhy o členkách Maxonovy Elity byly také vydány v jedné knize pod českým názvem Šťastně až navěky. V Česku se pro účastnice selekce začal v roce 2020 užívat výraz Selekčnice, který vznikl na jednom textovém RPG na téma knižní předlohy.

## Děj
V království Illea život není vůbec lehký. Je to svět rozdělený do osmi kast podle sociálního a ekonomického postavení.
America Singerová, hrdinka celé série, patří do Páté kasty, tedy do kasty, kde jsou lidé umělecky založení a vede se jim trochu hůře. Nikdy neuvažovala o pohádkovém životě v paláci či o pozornosti prince. Vždy měla jasno ohledně své budoucnosti a přepychový život tam nepatřil. Plánovala se provdat za svou tajnou lásku Aspena, příslušníka Šesté kasty, byla připravena se vyrovnat se zlostí své temperamentní, cílevědomé matky, nebo zvládnout zdlouhavé papírování kolem sňatku. Je tady ale něco, na co připravena nebyla.
Nikdy nemohla vědět, že královská rodina se rozhodne, že princ už dospěl do věku na ženění. Princ Maxon tedy vyhlašuje Selekci, soutěž, ve které si musí najít manželku. Jeden dopis přijde i do schránky rodině Singerových. Na nátlak své matky a přání Aspena se America přece jen do Selekce přihlásí. Je v klidu, jelikož si je jistá svou prohrou již ve výběru adeptek. Jenže o pár týdnů později jsou v televizi vyhlášeny Dcery Illey (účastnice soutěže) a jednou z nich je právě America. Těsně před odjezdem do paláce ji Aspen zlomí srdce a America si není jistá ničím. Později si musí zvykat na luxusní život v zámku, nevraživost až nenávist ostatních soutěžících (přesto se najde pár výjimek), a pozdější úkoly dvora. Kromě toho se zhoršuje situace v zemi a na palác jsou často podnikány útoky rebelů, snažících se monarchii zničit, aby zase mohl vládnout lid. Avšak když se America setká s princem Maxonem, stává se jeho jedinou přítelkyní, protože netouží po koruně, a princ jí za to poskytuje oporu. Jenže když si uvědomí, že mezi ní a Maxonem přeskočila jiskra, musí se potýkat nejen se zničenými sny, těžkým životem u dvora, neustálým ohrožením života, ale i se silami srdce.
Ví, že dříve či později bude muset čelit volbě... dva mladíci a jen jedna dívka...

## Adaptace
V roce 2021 bylo oznámeno, že se Netflix ujímá filmové adaptace na první knihu ze série, Selekci. Na režisérské křeslo usedla Haifaa Al-Mansourová, scénáře se ujala Katie Lovejoyová. Součástí štábu měli být také Denise Di Novi, Alison Greenspanová a Pouya Shahbazian. Casting se nikdy nezveřejnil. V květnu 2023 oznámila autorka na svém webu, že Netflix plánovanou adaptací ruší.

## Postavy
- America Singerová – hlavní hrdinka knihy, tvrdohlavá, ale laskavá a ochotná pomáhat druhým, miluje svoji sestru, 17 let
- Maxon Calix Schreave – illejský princ, vybírá si v Selekci z 35 dívek, miláček lidí,19 let
- Aspen Leger – ochranitelský a statečný, na začátku knihy je přítel Americy, popisován jako jeden z nejhezčích kluků v království
- Marlee Tamesová – jedna z účastnic Selekce, skamarádí se s Americou, milá a přátelská
- Clarkson Schreave – král Illey, otec Maxona
- May Singerová – mladší sestra Americy, veselá, romantická a dívčí, 14 let